# Климат Древнего Рима
Климат Древнего Рима менялся на протяжении всего существования этой цивилизации. В первой половине I тысячелетия до нашей эры климат [[Италии]] был более влажным и прохладным, чем сейчас, и на нынешнем засушливом юге выпадало больше осадков. Северные районы находились в зоне умеренного климата, а остальная часть Италии — в субтропиках с теплым и мягким климатом. Во время ежегодного таяния горных снегов даже небольшие реки выходили из берегов, затопляя местность (Тоскана и Понтинские болота в древности считались непроходимыми). Существование римской цивилизации (включая Восточную Римскую империю) охватывало три климатологических периода: ранний субатлантический (900 г. до н. э. — 175 г. н. э.), средний субатлантический (175—750 гг.) и поздний субатлантический (с 750 г.).
Письменные, археологические и естественнонаучные косвенные свидетельства независимо, но последовательно показывают, что в период максимального расширения и окончательного кризиса Римской империи климат претерпел изменения. Наибольшая протяженность империи при Траяне совпала с римским климатическим оптимумом. Изменение климата происходило с разной скоростью, от очевидного состояния, близкого к застою, во время ранней Империи до быстрых колебаний в эпоху поздней Империи. Тем не менее есть некоторые разногласия в понятии в целом более влажного периода в восточном Средиземноморье в  1-600 года нашей эры из-за противоречивых публикаций.

## Стабильный климат

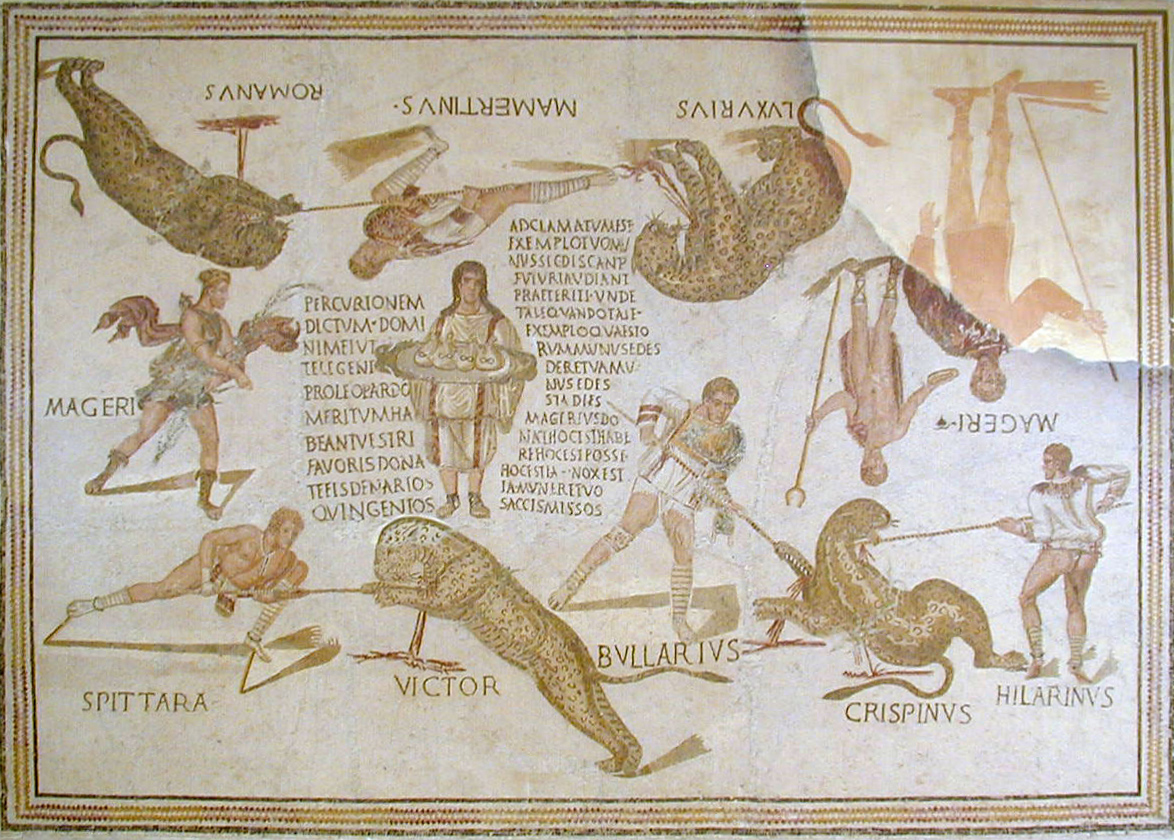
Леопарды на мозаике Магерия из современного Туниса. Многочисленные римские мозаики из североафриканских памятников изображают фауну, которая сейчас встречается только в тропической Африке хотя неясно, способствовало ли этому изменение климата.

На протяжении истории Римского царства и республики был так называемый субатлантический период, в который также развивались греческие и этрусские города-государства. Для него было характерно прохладное лето и мягкая дождливая зима.
В то же время было несколько суровых зим, включая полное замерзание Тибра в 398 г. до н. э., 396 г. до н. э., 271 г. до н. э. и 177 г. до н. э. В последующие века сообщения о суровых зимах стали ассоциироваться скорее с наводнениями, чем со льдом на Тибре. Доказательства более прохладного средиземноморского климата в 600—100 гг. до н. э. исходят от остатков древних гаваней в Неаполе и на Адриатике, которые расположены примерно на один метр ниже нынешнего уровня воды. Эдуард Гиббон, ссылаясь на древние источники, считал, что Рейн и Дунай часто замерзали, что облегчало вторжение варварских армий в Империю «через огромный и прочный ледяной мост». Предполагая более холодный климат, Гиббон также утверждал, что во времена Цезаря олени обычно встречались в лесах современной Польши и Германии, тогда как в его время северных оленей к югу от Балтики не наблюдали.
Во время правления Августа климат стал теплее, и засушливость в Северной Африке сохранилась. Биотопы Heterogaster urticae, которые во времена Римской империи встречались севернее, чем в 1950-х годах, позволяют предположить, что в начале периода Империи средняя температура июля составляла не менее 1 °C выше, чем в середине XX века. Плиний Младший писал, что вино и оливки выращивали в более северных частях Италии, чем в предыдущие века, как и Сазерна в I веке до нашей эры (отец и сын).

### Ветры
Сравнение современных роз ветров с ситуацией в I веке нашей эры показывает некоторые отличия: в то время северные притоки зимой были довольно редкими. Типичные северо-западные ветры, которые регулярно дули в июле, в настоящее время отсутствуют. Морской бриз начинался месяцем раньше, в апреле. Витрувий упомянул ветры, дующие с юга или запада, и способные повредить книги. Есть также свидетельства того, что в римский период на средиземноморский климат влияли низкочастотные колебания давления на уровне моря над Северной Атлантикой, называемые Столетним Североатлантическим колебанием (CNAO).

### Осадки
Во время Второй Пунической войны на побережье Средиземного моря наблюдались такие сильные штормы, что римский флот был уничтожен дважды (в 249 г. до н. э. и 225 г. до н. э.). За этим последовала засуха в Италии в 226 году до нашей эры, которая длилась шесть месяцев. В декабре 170 г. до н. э. в Риме прошел кровавый дождь. Письменные источники от около 75 до н. э. до c. 175 г. н. э. также подчеркивают влажность, в основном в виде наводнений на Тибре в Риме. Крупные наводнения на Тибре произошли в 5 (семь дней), 15, 36, 51, 69, 79 и 97 годах нашей эры. Начиная с римской аннексии Египта в 30 г. до н. э. и до 155 г. н. э. благоприятные наводнения чаще случались в Ниле .
Зима 69/70 г. была самой сухой из известных Тациту, когда он писал свою «Историю» около 100 г. н. э.; точно в то же время засушливый сезон сохранялся в Северной и Южной Америке. Сухие условия вернулись во время правления Адриана. В Тимгаде во время визита Адриана в этом городе в 133 году впервые за пять лет выпал дождь. Однако в некоторых частях империи осадки были лучше. В дневнике погоды, составленном Птолемеем в Александрии около 120 г., упоминается дождь каждый месяц, кроме августа, и гроза в течение всего лета. Это помогает объяснить сельскохозяйственное процветание римской Африки (житницы Рима) и процветание южной Испании в римскую эпоху. По словам Роадса Мерфи, общий годовой объём поставок зерна из Северной Африки в Рим, «которого, по оценкам, достаточно, чтобы прокормить около 350 000 человек, в нынешних условиях отнюдь не невозможно произвести на экспорт». Календарь погоды Колумеллы предполагает, что летние осадки на юге Италии, особенно в Риме и Кампании, выпадали чаще, чем сейчас. Необычно высокие уровни осадков были в римской Испании во время так называемого иберийско-римского влажного периода .
Римская Испания пережила три основные фазы: наиболее влажный период в 550—190 годах до нашей эры, засушливый период в 190—150 годах нашей эры и ещё один влажный период в 150—350 годах. В 134 г. до н. э. армии Сципиона Эмилиана в Испании пришлось идти по ночам из-за сильной жары, когда некоторые из их лошадей и мулов умирали от жажды (хотя раньше, в 181 г. до н. э., тяжелые весенние дожди помешали кельтиберам снять римскую осаду Контребии). В течение II века нашей эры теплые температуры преобладали, особенно в австрийских Альпах, перемежаясь дальнейшими прохладными периодами примерно от 155 до 180 года. Примерно после 200 года температура начала колебаться в сторону похолодания.

## Экологические проблемы и изменение климата
По словам Шелдона Джадсона, во II веке до нашей эры скорость эрозии почвы в Лации увеличилась в десять раз, что связано с увеличением количества поселений на юге Этрурии. Кроме того, с момента основания Рима до, возможно, 165 г. н. э., римляне вырубили огромные площади под пахотные земли. В 61 г. н. э. Сенека Младший описал высокий уровень загрязнения воздуха в Риме, связанный с масштабным сжиганием древесины для топлива.
В период 200 до примерно 290 г. наступил период похолодания, охватившего северо-западные провинции империи. Дендрохронология указывает на то, что сильная засуха, начавшаяся в 338 г. и продолжавшаяся до 377 г., вынудила кочевую пастырскую федерацию гуннов искать пастбища и хищников дальше на запад и юг. Их нападения к северу от Чёрного моря вынудили готов бежать в Римскую империю и, в конечном итоге, атаковать её (особенно в битве при Адрианополе). Повышенная изменчивость климата примерно с 250 до 600 года совпала с упадком Западной Римской империи. Для Восточной Римской империи есть свидетельства региональной продолжительной засухи в современной центральной Турции ок. 400 − 540 гг. н. э..